# ATC kod M01
ATC kod M01 Antiinflamatorni i antireumatski proizvodi su terapeutska podgrupa sistema za anatomsko terapeutsko hemijsku klasifikaciju. Ovaj sistem alfanumeričkih kodova je razvio  za klasifikaciju lekova i drugih medicinskih proizvoda.  Podgrupa M01 je deo anatomske grupe M Muskuloskeletalni sistem.

Kodovi za veterinarsku upotrebu (ATCvet kodovi) se mogu formirati stavljanjem slova Q ispred humanih ATC kodova: QM01... ATCvet kodovi bez odgovarajućeg humanog ATC koda su navedeni sa vodećim Q na sledećoj listi.
Nacionalna izdanja ATC klasifikacije mogu da obuhvataju dodatne kodove koji nisu prisutni na ovoj listi.

## Antiinflamatorniiantireumatskiproizvodi,nesteroidi

###M01AA Butilpirazolidini
Fenilbutazon
 Mofebutazon
 Oksifenbutazon
 Klofezon
 Kebuzon
 Suksibuzon
 Kombinacije

### Derivatisirćetne kiselinei srodnih supstanci
Indometacin
 Sulindak
 Tolmetin
 Zomepirak
 Diklofenak
 Alklofenak
 Bumadizon
 Etodolak
 Lonazolak
 Fentiazak
 Acemetacin
 Difenpiramid
 Oksametacin
 Proglumetacin
 Ketorolak
 Aceklofenak
 Bufeksamak
 Indometacin, kombinacije
 Diklofenak, kombinacije

###M01AC Oksikami
Piroksikam
 Tenoksikam
 Droksikam
 Lornoksikam
 Meloksikam
 Meloksikam, kombinacije

### Derivatipropionskekiseline
Ibuprofen
 Naproksen
 Ketoprofen
 Fenoprofen
 Fenbufen
 Benoksaprofen
 Suprofen
 Pirprofen
 Flurbiprofen
 Indoprofen
 Tiaprofenska kiselina
 Oksaprozin
 Ibuproksam
 Deksibuprofen
 Flunoksaprofen
 Alminoprofen
 Deksketoprofen
 Naprokscinod
 Ibuprofen, kombinacije
 Naproksen i ezomeprazol
 Ketoprofen, kombinacije
 Naproksen i mizoprostol
 Vedaprofen
 Karprofen
 Tepoksalin

###M01AG Fenamati
Mefenaminska kiselina
 Tolfenaminska kiselina
 Flufenaminska kiselina
 Meklofenaminska kiselina
 Fluniksin

###M01AH Koksibi
Celekoksib
 Rofekoksib
 Valdekoksib
 Parekoksib
 Etorikoksib
 Lumirakoksib
 Firokoksib
 Robenakoksib
 Mavakoksib
 Cimikoksib

### Drugi antiinflamatorni i antireumatski agensi, nesteroidi
Nabumeton
 Nifluminska kiselina
 Azapropazon
 Glukozamin
 Benzidamin
 Glukozaminoglikan polisulfat
 Prokvazon
 Orgotein
 Nimesulid
 Feprazon
 Diacerein
 Morniflumat
 Tenidap
 Oksaceprol
 Hondroitin sulfat
 Avokado i sojino ulje, nesaponifikovano
 Nifluminska kiselina, kombinacije
 Feprazon, kombinacije
 Pentosan polisulfat
 Aminopropionitril
 Kombinacije

## Kombinacije antiinflamatornih/antireumatskih agenasa

### Antiinflamatorni/antireumatski agensi u kombinaciji sakortikosteroidima
Fenilbutazon i kortikosteroidi
 Dipirocetil i kortikosteroidi
 Acetilsalicilna kiselina i kortikosteroidi
 Kombinacije

##M01C Specifičniantireumatski agensi

###M01CA Hinolini
Oksicinhofen

###M01CB Preparati zlata
Natrijum aurotiomalat
 Natrijum aurotiosulfat
 Auranofin
 Aurotioglukoza
 Aurotioprol

###M01CC Penicilamini slični agensi
Penicilamin
 Bucilamin